# Броненосцы типа «Виктория»
Броненосцы типа «Виктория» (иногда — броненосцы типа «Санс Парейл») — серия из двух очень крупных таранных башенных броненосцев, построенных для британского флота в конце 1880-х. Концептуально представляли собой развитие считавшегося удачным типа броненосных башенных таранов «Конкерор». Завершили собой развитие линии таранных кораблей британского флота. По иронии судьбы, головной корабль серии — «Виктория» — погиб на учениях, будучи случайно протараненным броненосцем «Кэмпердаун». Второй корабль, «Санс Парейл», сдан на слом в 1907 году.

## История
Таранная тактика морского боя длительное время занимала умы британских адмиралов. Относительная слабость артиллерии, сомнения в возможности потопить современный броненосец одним только артиллерийским огнём, влекли за собой интерес к «более действенной» тактике, под которой в 1880-х часто понимались таранные атаки. Тяжёлые орудия того времени были медленно стреляющими, неуклюжими монстрами, и даже они могли пробивать толстые броневые плиты лишь с сравнительно небольшой дистанции; скорострельная же артиллерия, способная эффективно разрушать фугасными снарядами небронированные части кораблей противника все ещё находилась в стадии разработки. Таранный удар, позволявший использовать скорость и массу корабля для разрушения подводной части корпуса противника, выглядел гораздо более эффективным способом решить исход морского боя.
В попытках максимально использовать разрушительную мощь тарана, британское адмиралтейство последовательно построило, начиная с 1870, несколько серий таранных кораблей. Венцом развития этого класса стали два относительно небольших броненосца типа «Конкерор». Построенные в начале 1880-х, они были быстроходны и достаточно манёвренны, однако, не считались удачными кораблями из-за своей ограниченной мореходности: не способные эффективно действовать в океане, они, в то же время, были слишком велики для береговой обороны. Вскрылись принципиальные проблемы концепции броненосного тарана: чтобы эффективно действовать тараном, такой корабль должен был быть одновременно мореходным, быстроходным, манёвренным и адекватно защищённым, и эти параметры вступали между собой в постоянное противоречие.
Тем не менее, британские адмиралы все ещё были настроены на эксперименты с таранными кораблями. С точки зрения адмиралтейства, корабли типа «Конкерор» были «почти идеальными», если бы не их ограниченная мореходность и слабое по меркам 1880-х артиллерийское вооружение. Предполагалось, что более крупный корабль сходной компоновки может быть более эффективным. В это же время, выдвигалось много критики в отношении «недостаточной защиты» барбетных орудийных установок на строящихся броненосцах типа «Адмирал»; поэтому, адмиралтейство сочло целесообразным вернуться к башенным установкам, и заказало два корабля, представлявших собой, по сути дела, увеличенные в размерах «Конкероры».

## Конструкция
Конструкция броненосцев типа «Виктория» являлась прямым развитием броненосцев типа «Конкерор» — с тем исключением, что корабли типа «Виктория» были почти вдвое больше своих предшественников по водоизмещению. Полное водоизмещение новых броненосцев превысило 11000 тонн. Они развивали архитектуру предшествующих британских броненосных таранов — низкий надводный борт, единственная двухорудийная башня главного калибра в передней части, массивная надстройка на корме, вмещающая батарею вспомогательной артиллерии. Две трубы, традиционно для британского кораблестроения, находились бок-о-бок в средней части корпуса. На корме возвышалась единственная боевая мачта с закрытым марсом.

### Вооружение
Основное вооружение броненосцев типа «Виктория» было наведено вперёд, и рассчитано на применение при таранной атаке. Оно состояло из двух чудовищных 412-миллиметровых 30-калиберных нарезных орудий, каждое весом в 110 тонн. На момент создания, это были самые мощные орудия такого типа в британском флоте и в мире; они стреляли 816 килограммовым снарядом с начальной скоростью в 636 метров в секунду. На дистанции до 1000 метров, такой снаряд мог пробить плиту из кованого железа толщиной в 820 миллиметров, поставленную вертикально. Скорострельность их была чрезвычайно низкой, и составляла от 3 до 5 минут при оптимальных условиях.
К сожалению, производство таких чудовищных пушек оказалось непосильно сложной задачей для британской промышленности того времени. Орудия страдали от массы недостатков. Прочность стволов на испытаниях была признана недостаточной, и её пришлось увеличивать; при этом, из-за огромной стоимости орудий, полноценные испытания на износ провести так и не удалось, и моряки были вынуждены исходить из того, что орудие может разорваться после нескольких десятков выстрелов. Механизмы орудий оказались ненадёжными и капризными. В попытках решить проблемы, было предпринято столько модернизаций, что, по сути дела, каждое произведённое орудие этого типа было уникальным.
В стремлении улучшить защиту пушек, оба 412-мм орудия броненосцев типа «Виктория» были установлены в единственной вращающейся броневой башне в носу корабля. Механизмы подачи боеприпасов и перезарядки при этом пришлось разместить вне вращающейся части башни, что вынуждало ставить орудия для перезарядки в диаметральную плоскость корабля и придавать им положительный угол возвышения. Предполагалось, что орудия главного калибра будут в основном использоваться как средство нанесения сокрушающих ударов почти в упор, когда броненосец устремится в таранную атаку.
Так как адмиралы понимали, что мощное но медленно стреляющее вооружение не является оптимальным, броненосцы типа «Виктория» несли очень сильную по меркам времени батарею вспомогательной артиллерии. В кормовой части кораблей, в барбетной установке, было расположено ретирадное 250-мм 32-калиберное орудие. Эта пушка перекрывала кормовой сектор — недоступный для обстрела орудий главного калибра — и могла вести как ретирадный, так и бортовой огонь, выпуская 227 килограммовые снаряды с начальной скоростью в 622 метра в секунду. Её скорострельность составляла порядка 1 выстрела в 2 минуты.
В кормовой надстройке броненосцев типа «Виктория» были установлены двенадцать 152-миллиметровых 26-калиберных орудий Mark III, по шесть с каждого борта. Не являясь в полной мере скорострельными (из-за раздельного заряжания их темп стрельбы не превышал 3-5 выстрелов в минуту), эти орудия, тем не менее, стреляли гораздо быстрее тяжёлых пушек, и были предназначены для борьбы с небронированными кораблями и поражения в бою надстроек и небронированных частей корпуса броненосцев противника.
Для защиты от миноносцев, корабли несли по двенадцать 6-фунтовых скорострельных пушек. Их собственное торпедное вооружение состояло из шести 356-мм торпедных аппаратов, предназначенных для атаки противника при промахе тарана, или для защиты самого корабля от угрозы тарана неприятеля. Наконец, в качестве своего «вооружения предназначения», корабли типа «Виктория» имели в носовой части массивный таранный бивень, подкреплённый скосом броневой палубы.

### Броневая защита
Бронирование кораблей типа «Виктория» развивало схему защиты броненосцев типа «Адмирал», с поправкой на наличие только одной орудийной установки главного калибра. Их центральная часть была защищена очень толстым, но коротким броневым поясом, прикрывающим менее половины длины корабля. Изготовленный из сталежелезной брони «Компаунд», полученной спайкой наложенных друг на друга железной и стальной плит, он достигал толщины в 456 миллиметров, но высота его не превышала двух метров. При полной загрузке, пояс практически скрывался под водой. С концов, пояс замыкался траверзными переборками, толщиной в 406 миллиметров.
В передней части корпуса корабля, находился грушевидный броневой редут, толщиной в 457 миллиметров, прикрывающий основание единственной броневой башни. Установленная над широкой частью редута, башня имела толщину стенок порядка 430 миллиметров; в узкой части редута, находились механизмы подачи боеприпаса и перезарядки. Вспомогательная батарея была защищена орудийными щитами толщиной до 152 миллиметров.
Горизонтальную защиту обеспечивала 76 миллиметровая броневая палуба. Проходя на уровне нижней кромки пояса, палуба имела слегка выпуклую форму, и в передней части сильно загибалась вниз. Этот изгиб служил опорой для таранного бивня.
В целом, бронирование кораблей типа «Виктория» соответствовало воззрениям 1880-х, когда основной угрозой для корабля считались медленно стреляющие тяжёлые орудия, поражающие бронебойными снарядами жизненно важные части. Жизненно важные части кораблей типа «Виктория» были укрыты за бронёй максимальной толщины; большая часть борта оставалась при этом не защищённой, но считалось, что медленно стреляющие пушки того времени не смогут сделать в небронированных частях достаточно пробоин, чтобы угрожать гибелью кораблю, пока его броневая цитадель не будет пробита.

### Силовая установка
Корабли были одними из первых в британском флоте, оснащённых паровыми машинами тройного расширения. Две трёхцилиндровые машины конструкции Хэмпфри работали на два винта; пар обеспечивали восемь цилиндрических котлов, позволяя развивать максимальную мощность в 8000 л.с. На мерной миле, корабли показали скорость в 16 узлов. При необходимости, можно было форсировать силовую установку до 14500 л.с., применяя усиленную закачку воздуха в топки; при этом броненосцы могли развить до 17,3 узлов, но подобный метод увеличения скорости приводил к высокой вероятности выгорания трубок в котлах, и не мог применяться кроме как в боевой ситуации.

## Служба

### Виктория
Вступила в строй в 1890 году. В 1891 году была включена в состав Средиземноморского Флота. Зимой 1892 года у Платеи, во время торпедных учений на мелководье, села на мель из-за ошибки лоцмана. Снята с мели при помощи разгрузки, и отремонтирована на Мальте.

#### Гибель корабля
22 июня 1893 года «Виктория» принимала участие в манёврах британского Средиземноморского Флота у побережья Ливана. Державший флаг на «Виктории» вице-адмирал сэр Джордж Трайон построил эскадру в две параллельные колонны, одну из которых возглавил лично. Завершая манёвры, он решил провести сложный манёвр одновременного перестроения — по сигналу, обе параллельные колонны должны были последовательно повернуть навстречу друг другу, и затем лечь на обратный курс.
При выполнении этого манёвра, адмирал Трайон допустил ошибку, неверно оценив дистанцию между колоннами. Командующий второй колонной контр-адмирал Альберт Маркхэм считал, что колонны расположены слишком близко друг к другу, чтобы предлагаемый манёвр был безопасен. Он сообщил об этом сигналом на флагман; однако, Трайон по-прежнему полагал, что расстояние между колоннами достаточно, и приказал начать выполнение манёвра. Адмирал Маркхэм был вынужден подчиниться приказу, предположив, что Трайон, вероятно, имеет какой-то план действий.
В последний момент Трайон понял свою ошибку, однако, было уже поздно; совершающий разворот броненосец Маркхэма — «Кэмпердаун» — таранил «Викторию», ударив её в борт. Таран «Кэмпердауна» пробил огромную дыру в подводной части «Виктории». Так как в попытке избежать столкновения, Маркхэм в последний момент дал задний ход, вскоре после удара «Кэмпердаун» выдернул таран из борта «Виктории», открыв пробоину для воды. Попытки подвести пластырь под пробоину, или выбросить «Викторию» на берег оказались неудачны; водонепроницаемые двери на корабле были открыты во время учений, и не могли помешать распространению воды. Очень скоро волны начали переливаться через низкий надводный борт «Виктории». Менее чем через тринадцать минут после столкновения, «Виктория» опрокинулась на борт и затонула, вместе с адмиралом Трайоном и 320 членами экипажа.

### Санс Парейл
Вступил в состав флота в 1891 году, но вслед за этим был выведен в резерв для экономии средств. В 1892 вновь укомплектован; до 1895 служил на Средиземном море. После разукомплектован, переоборудован в корабль береговой обороны в Ширнессе. В 1900 году вновь снаряжён для службы, модернизирован, и служил в качестве корабля береговой обороны до 1904 года. В 1907 списан на слом.

## Оценка проекта
«Виктория» и «Санс Парейл» были последними — и самыми крупными — океанскими таранными кораблями, когда-либо построенными. Созданные как развитие британской линейки башенно-таранных броненосных кораблей, они являлись развитием тактических концепций тех времён, когда артиллерия считалась недостаточно эффективной для уничтожения современных боевых кораблей, и таран рассматривался как более эффективное оружие.
Однако, едва ли можно было счесть эти корабли особо удачными по конструкции. Построенные исходя из требований боя на ближней дистанции и концентрирования основной огневой мощи в носовой части, для содействия таранной атаке, они имели мощное, но ненадёжное, очень медленно стреляющее основное вооружение (что частично компенсировалось сильной вспомогательной батареей). Их схема бронирования соответствовала воззрениям 1880-х, когда основным вооружением считались тяжёлые, медленно стреляющие орудия; очень толстый броневой пояс защищал только жизненно важные части, оставляя большую часть корпуса без защиты.
Главное же — сама по себе идея таранного броненосца стремительно устаревала. Развитие морской артиллерии в 1880-х вновь восстановило пушку как основное оружие войны на море. Появившиеся в конце 1880-х скорострельные орудия среднего калибра, с темпом стрельбы 5-8 выстрелов в минуту, могли буквально изрешетить небронированные части кораблей противника градом фугасов, пробивая обшивку, создавая пожары и пробоины; длинноствольные тяжёлые пушки, которые в этот же период начали создавать французы, могли эффективно пробивать даже очень толстое бронирование, и стреляли гораздо быстрее орудий-монстров. В результате, в морском бою, корабли типа «Виктория» были бы выведены из строя раньше, чем нанесли бы какой-либо урон неприятелю.